# 者海
者海是一个位于中国云南省会泽县的湖泊，面积约为2平方千米，平均水深约为7.2米。